# Julius von Hann
Julius Ferdinand von Hann (Wartberg ob der Aist, 23 de março de 1839 – Viena, 1 de outubro de 1921) foi um meteorologista austríaco, fundador da moderna meteorologia.
Recebeu a Medalha Buys Ballot de 1893.

## Obras
- Die Erde als Ganzes. Ihre Atmosphäre und Hydrosphäre, 1872
- Die Erde als Weltkörper. Ihre Atmosphäre und Hydrosphäre. Astronomische Geographie, Meteorologie und Oceanographie, 1884
- Handbuch der Klimatologie, 1883 (Online)
- Handbuch der Klimatologie, 2. Auflage. Bd.I: Allgemeine Klimatologie, 1897
- Handbuch der Klimatologie, Bd.II: Spezielle Klimatologie. I.Abt.: Klima der Tropenzone, 1897
- Handbuch der Klimatologie, Bd.III: Klimatographie. II.Teil: Klima der gemäßigten Zonen und der Polarzonen, 1911
- Handbuch der Klimatologie, 4. Auflage; umgearbeitet von Karl Knoch. Bd.I: Allgemeine Klimalehre, 1932
- Atlas der Meteorologie, 1887
- Lehrbuch der Meteorologie, 1. Auflage 1901, 2. Auflage 1906 (Online)
- Der tägliche Gang der Temperatur in der inneren Tropenzone, 1905